# Église Saint-Fursy de Pys
L'église Saint-Fursy de Pys est située sur le territoire de la commune de Pys, dans le département de la Somme, au nord-est d'Albert.

## Historique
L'église actuelle remplace un édifice antérieur dont la construction s'était achevée en 1789. Le village de Pys ayant été totalement détruit au cours de la Première Guerre mondiale, l'église fut reconstruite pendant l'entre-deux-guerres.

## Caractéristiques
L'église a été reconstruite en brique selon un plan basilical traditionnel, son toit est couvert d'ardoise. L'entrée de l'église est précédé d'un avant-corps qui permet d'accéder à l'intérieur de l'édifice. La façade est percée d'une fenêtre circulaire. Une tour-clocher renforcée de contreforts et surmontée d'une toiture terminée par une flèche couverte d'ardoise flanque l'entrée de l'édifice côté nord. L'architecte Joseph Andrieu a conduit les travaux de construction et d'aménagement intérieur.
L'élément le plus caractéristique de la décoration intérieure est la poutre de gloire en céramique, réalisée par Maurice Dhomme, en 1930, rappelant les poutres de gloire médiévales. Le maître-autel, l'autel de la Vierge et celui de saint Fursy, l'ambon, les fonts baptismaux et les bénitiers sont également décorés de céramiques où dominent les teintes bleutées, utilisées par le même artiste.